# ناحیه اداری لوان
ناحیه اداری لوون (به هلندی: Leuven administrative Arrondissement) در استان برابانت فلاندر  در منطقه فلاندر در کشور بلژیک واقع شده‌است.